# Daechi-dong
Daechi-dong (koreanska: 대치동) är en stadsdel i Sydkorea.  Den ligger i stadsdistriktet Gangnam-gu i huvudstaden Seoul.

## Indelning
Administrativt är Daechi-dong indelat i:
| Namn    | Namn              | Yta km² | Invånare 31 dec 2020 |
| ------- | ----------------- | ------- | -------------------- |
| 대치1동 | Daechi 1(il)-dong | 0,79    | 24 922               |
| 대치2동 | Daechi 2(i)-dong  | 2,00    | 37 752               |
| 대치4동 | Daechi 4(sa)-dong | 0,73    | 20 744               |